# مارک بوئر
مارک بوئر (انگلیسی: Mark Bower؛ زادهٔ ۲۳ ژانویهٔ ۱۹۸۰) بازیکن فوتبال اهل بریتانیا است.
از باشگاه‌هایی که در آن بازی کرده‌است می‌توان به باشگاه فوتبال یورک سیتی، باشگاه فوتبال دارلینگتون، باشگاه فوتبال لوتون تاون، باشگاه فوتبال هالیفاکس تاون، باشگاه فوتبال گایزلی، و باشگاه فوتبال برادفورد سیتی اشاره کرد.